# Elsőszülött
Az Elsőszülött Christopher Paolini Az Örökség-ciklusának második része, az Eragon folytatása. Az Elsőszülöttet először 2005. augusztus 23-án keményfedeles kiadással jelentették meg, majd később Amerikában zsebkönyvként is kiadták, ezután hangoskönyv és elektronikus könyv formájában is piacra dobták. Csakúgy, mint az Eragon, ez is a The New York Times bestsellere lett.
A történet követi Eragont és sárkányát, Saphirát, akik ebben részben a tündék oldalán tanulnak, hogy igazi Sárkánylovasok lehessenek. A történetbe több új szál is fonódik, ami Rorant követi, mert a carvahalliakat a ra’zacok megtámadják, így hát kénytelenek Surdába menni, a vardenekhez, és Nasuadát, hogyan veszi át apja tevékenységeit a vardenek vezető pozíciójában. E három szál összefonódik a végén, ahol is a vardenek és a Birodalom csatázik az Égő Mezőkön.
A könyv tartalmaz egy bevezetést az Ősnyelvbe, az első kötet szinopszisát, illetve egy esszét. Az Amerikában kiadott „Deluxe kiadás” tartalmaz egy rajzot Oromis sárkányáról, Glaedr-ről, a harmadik kötet ismertetőjét, egy rajzot Brom elf gyűrűjéről és Alagaësia történelmét, illetve egy listát a személyekről, helyekről, törpe klánokról, tárgyakról.

## Cselekmény
|  | Alább a cselekmény részletei következnek! |

A történet Adzsihád halálával kezdődik, az Ikrek és Murtagh eltűnésével, akiket az urgalok dobnak le egy mély árokba. Nasuadát nevezik ki Adzsihád posztjára, akinek Eragon hűséget ígér. Saphira azt ígéri a törpéknek, hogy megjavítja az Isidar Mithrimet
Eközben Carvahallban, Rorant elfogni jöttek a ra’zacok. Néhány nagyobb támadás után elrabolják Katrinát, Roran menyasszonyát, majd a carvahalliak úgy döntenek, hogy elindulnak Surdába, hogy a vardenek oldalán harcoljanak. Roran megkapja a Vastörő nevet.
Ugyan ebben az időben Eragon eldönti, hogy elmegy a Du Weldenwardenbe és befejezi kiképzését. Mielőtt elindulna Hrothgar király megkéri, csatlakozzon a klánjába, ezt Eragon el is fogadja. Az úton Du Weldenwardenbe, kisebb összetűzésbe kerül az Anhuin könnyei klánnal, mert Hrothgar klánjához csatlakozott. Néhány kaland után találkozik Islanzadíval, a tündék királynőjével, és megtudja, hogy Arya a királynő leánya. Eragon megismerkedik az utolsó sárkánylovassal Oromissal, vagy más néven a Gyászoló Bölccsel, aki az első könyv végén mentette meg Eragont. Nem is olyan sokára, Eragon és Saphira sokkal erősebbek lettek, de a Zar’Roc-tól okozott seb sokkal jobban fáj. Egy tradicionális tünde ünnepen, az Agaetí Blödhren (Véreskü Ünnepe) jeles szertartásán minden sebe eltűnik, megkapja a tündék képességét (fürgeség, halhatatlanság stb.), és kezd hasonlítani egy tündére. Fél ember, fél tünde lesz.
Eközben Nasuada találkozik azzal a kisgyermekkel, akit Eragon megáldott, ám valamit rosszul képzett Eragon az Ősnyelvben és a gyermek is meg lett pecsételve a Gedwëy Ignasia-val (ragyogó tenyér), ami lehetővé teszi számára, hogy egy-két órára a jövőbe lásson, és ezzel a képességével menti meg a vardenek vezetőjét egy bérgyilkos elől.
Roran Teirmben találkozik Jeoddal, aki segítségével elkötnek egy hajót, a Sárkányszárnyat. Eragon is Surdába igyekszik Saphira hátán, mert megtudja, hogy háború lesz az Égő Mezőkön. Roran megtudja Jeodtól, hogy Eragon sárkánylovas és hova ment el ily sietősen Eragon.
Eragon, a varden hadsereg és a surdai hadsereg készül a csatára Galbatorix katonái ellen, majd a vardenekhez csatlakoznak az urgalok, hiszen Durza meghalt, Galbatorix pedig nem tudja már őket kordában tartani. Angela, a varázsfőzetek mestere belopakodik az ellenség térfelére és beleönti keverékeit, az ételükbe, amitől pár százan meghalnak, és ugyanennyien kábulatba esnek. Roranékat közben üldözőbe veszik a birodalmi hajók, akik a „Vadkan Szeme” örvénybe kerülnek, majd sikeresen tovább mennek. Eragon a Du Vrangr Gata (Bolyongó Ösvény) vezetője lett, ami a mágusokból áll.
A csata elkezdődik, és Eragon kipróbálja azokat az új képességeket, amelyeket Oromistól tanult. Roran megérkezik Surdába és a csapatával együtt csatlakozik a vardenekhez. Miután keletről megérkeznek a törpék, egy ismeretlen Sárkánylovas tűnik fel, vörös sárkányon, aki megöli Hrothgart. Közben két nagy erejű mágus is feltűnik, az Ikrek, akiket halottnak hittek és a csata széléről a vardenek mágusait támadják. Eragon harcba keveredik a levegőben a Lovassal. Hosszú viadal után a földön folytatják harcukat. Az új lovas sokkal erősebbnek bizonyul nála.
Eragon felfedi az ismeretlen Lovast, aki Murtagh. Murtagh elmondja, hogy az Ikrek elárulták a vardeneket, és ők vitték el Galbatorix elé. Galbatorix egy sárkányt ajándékozott Murtaghnak, aki a Tövis nevet adta neki, és azért esküdött Murtagh Galbatorixnak, mert tudja az igazi nevét, és ezzel zsarolja, mert ha valaki tudja másnak az igazi nevét, akkor uralkodhat felette. Murtagh felfedi Galbatorix valódi tervét: nem az a célja, hogy minden Sárkánylovast megöljön, hanem az, hogy újra építse a Sárkánylovasok Rendjét, és ez csak úgy lehet, ha Saphira párosodik Tövissel, vagy azzal a hímnemű sárkánnyal, aki a másik tojásban van.
Murtagh sokkal erősebb Eragonnál és Saphiránál, és olyan varázslatokat használ, ami a normál embereket pár perc alatt megöli. Murtagh felfed még egy titkot, Murtagh és Eragon apja ugyanaz a személy, azaz Morzan, és anyjuk Selena is ugyanaz. Murtagh egy okos csellel ellopja Morzan kardját, mert szerinte a Zar’Roc az ő öröksége. Eragon kijelenti, hogy lehet a szülője Morzan és Selena, de az apja Garrow, és Roran inkább testvére, mint Murtagh.
A győztes csata után, Roran és Eragon elhatározza, hogy megmentik Katrinát és megölik a ra’zacokat.
|  | Itt a vége a cselekmény részletezésének! |

## Magyarul
- Elsőszülött; ford. Bihari György, Sóvágó Katalin; Európa, Bp., 2006